# Жълти чал
Жълти чал е заличено с държавен указ на 4 април 1986 г. село в Южна България, община Ивайловград. Било е разположено в Източните Родопи, в непосредствена близост с границата с Гърция. До 1934 година името на селото е Казъл чал.
В Жълти чал в 1956 година е роден духовникът Боян Саръев.